# Aníbal
L'Aníbal est le véhicule léger tout-terrain (VLTT) de l'armée de terre espagnole.

## Historique
C'est une version améliorée du Land Rover Santana  produit depuis 1959.
Présenté officiellement au salon de l'automobile de Madrid le 24 mai 2004, le véhicule fabriqué par le constructeur espagnol Santana Motor de Linares (Jaén) a remporté l'appel d'offres de l'armée de terre espagnole pour son équipement en VLTT. L'état-major de l'armée de terre espagnole a souhaité uniformiser sa dotation afin de simplifier les opérations de maintenance.
Il a été commandé une première tranche de 750 véhicules au prix unitaire de 26 384 euros pièce. Ce modèle remplace la Land Rover 88.
En 2023, il y en a environ 2000 en service, en passe d'être remplacé par un nouveau véhicule, qui pourrait être une version légère et non-blindée de l'URO VAMTAC.

## Caractéristiques
- Puissance : 125 chevaux
- 5 vitesses à embrayage hydraulique
- Vitesse maximale : 140 km/h
- Charge utile : 1 000 kg
- Garde au sol : 200 mm
- Réservoir : 100 l
- Pente : 45°
- Franchissement : 750 mm

## Galerie d'images

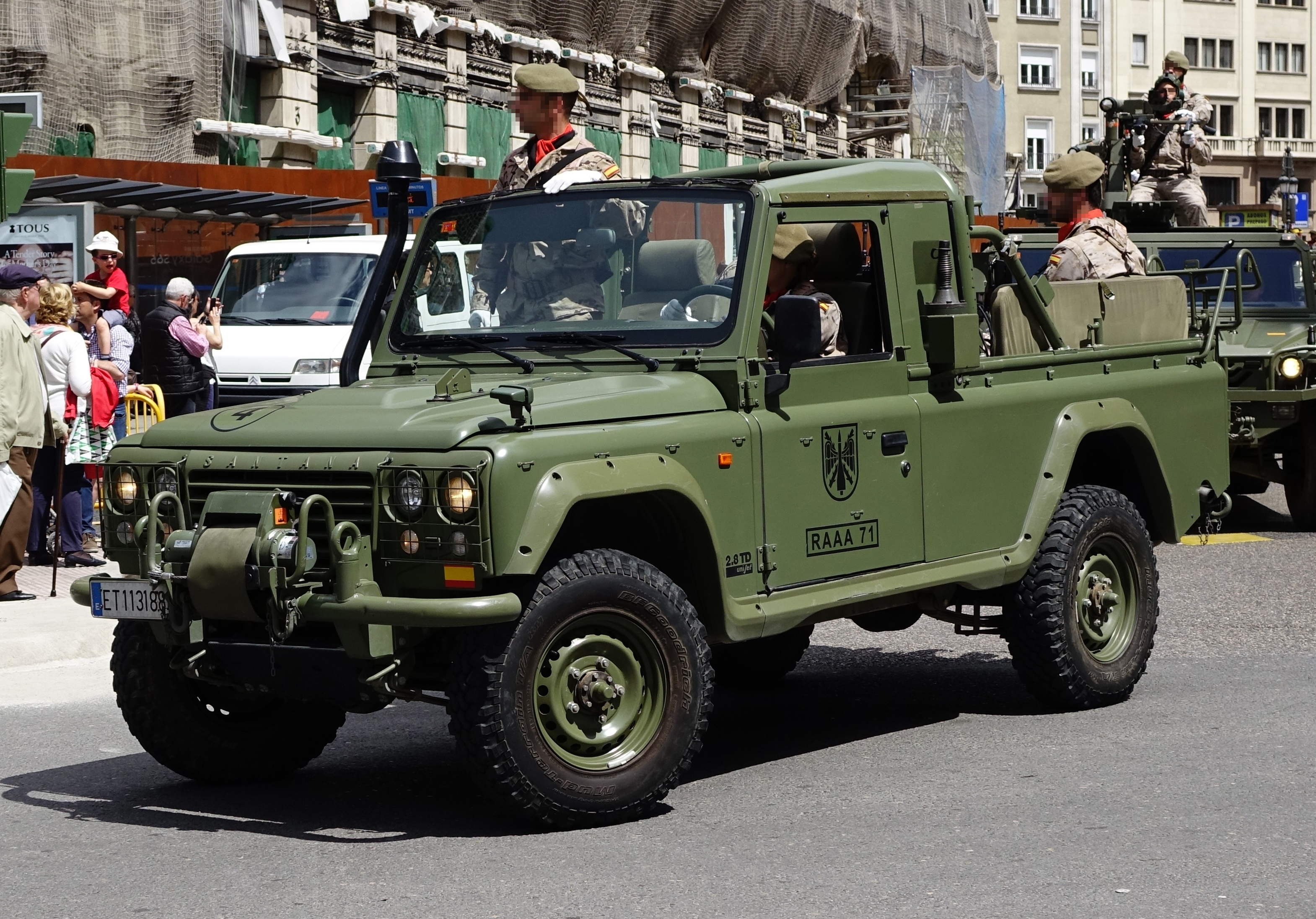
Aníbal avec toit amovible
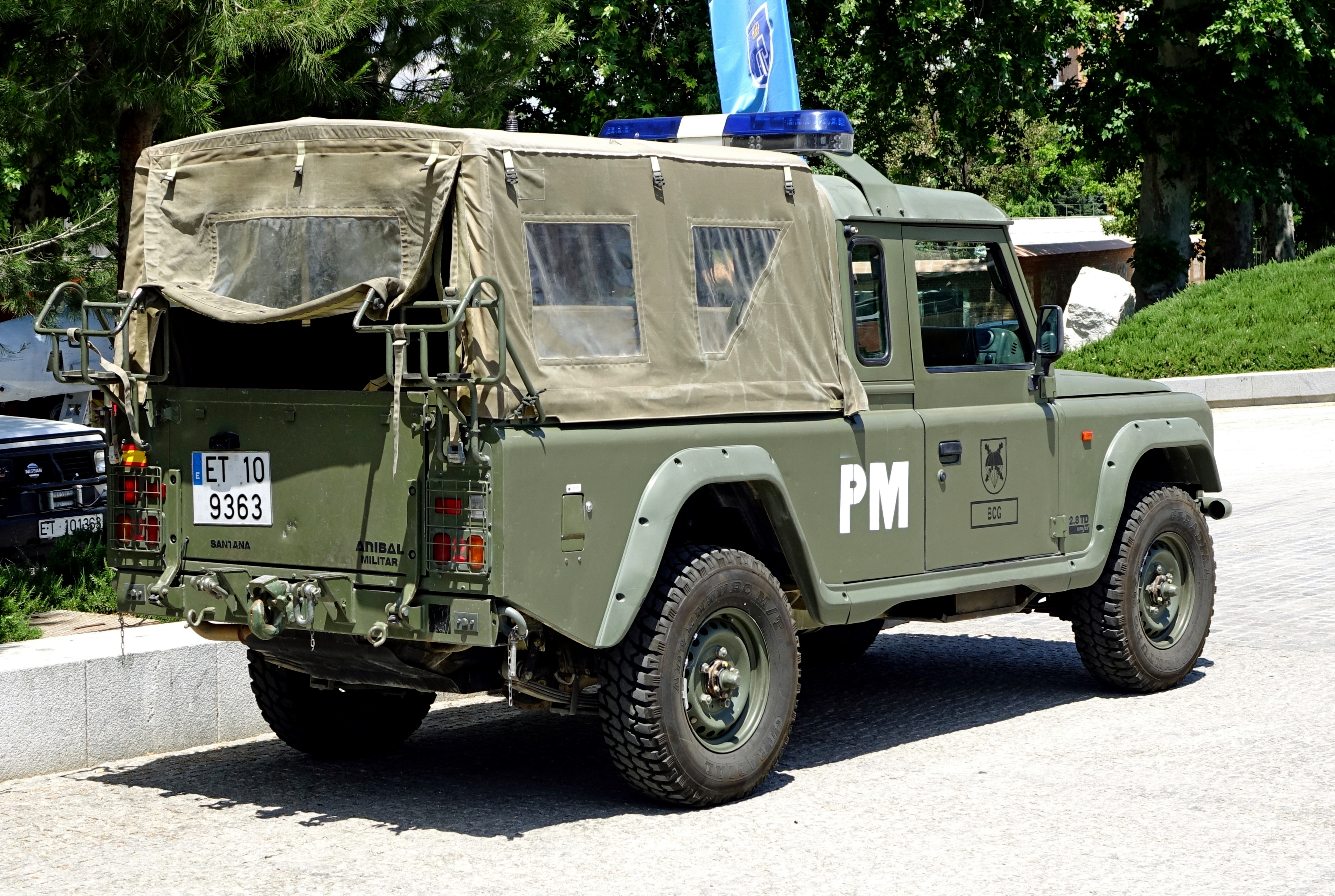
De la police militaire.
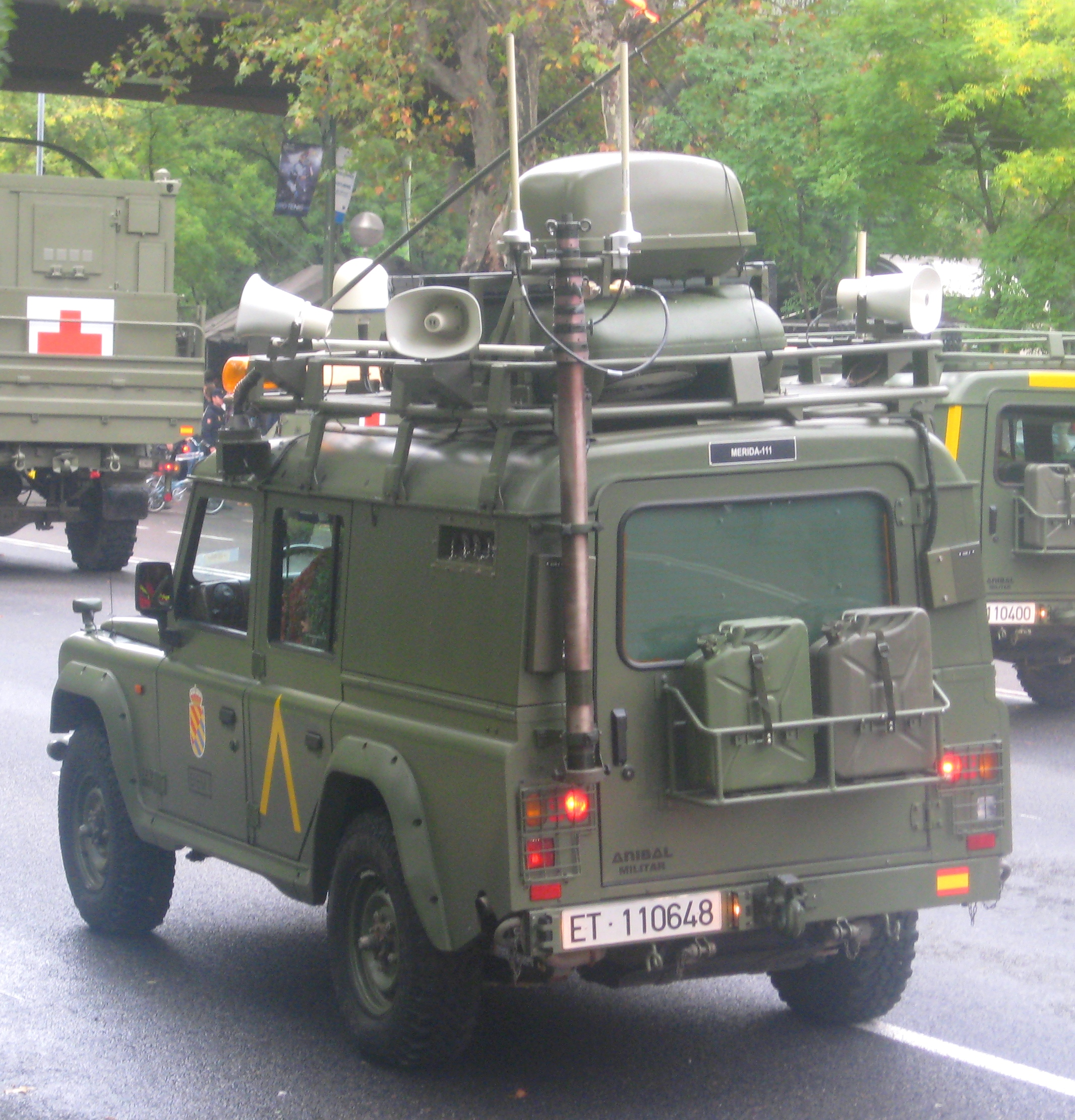
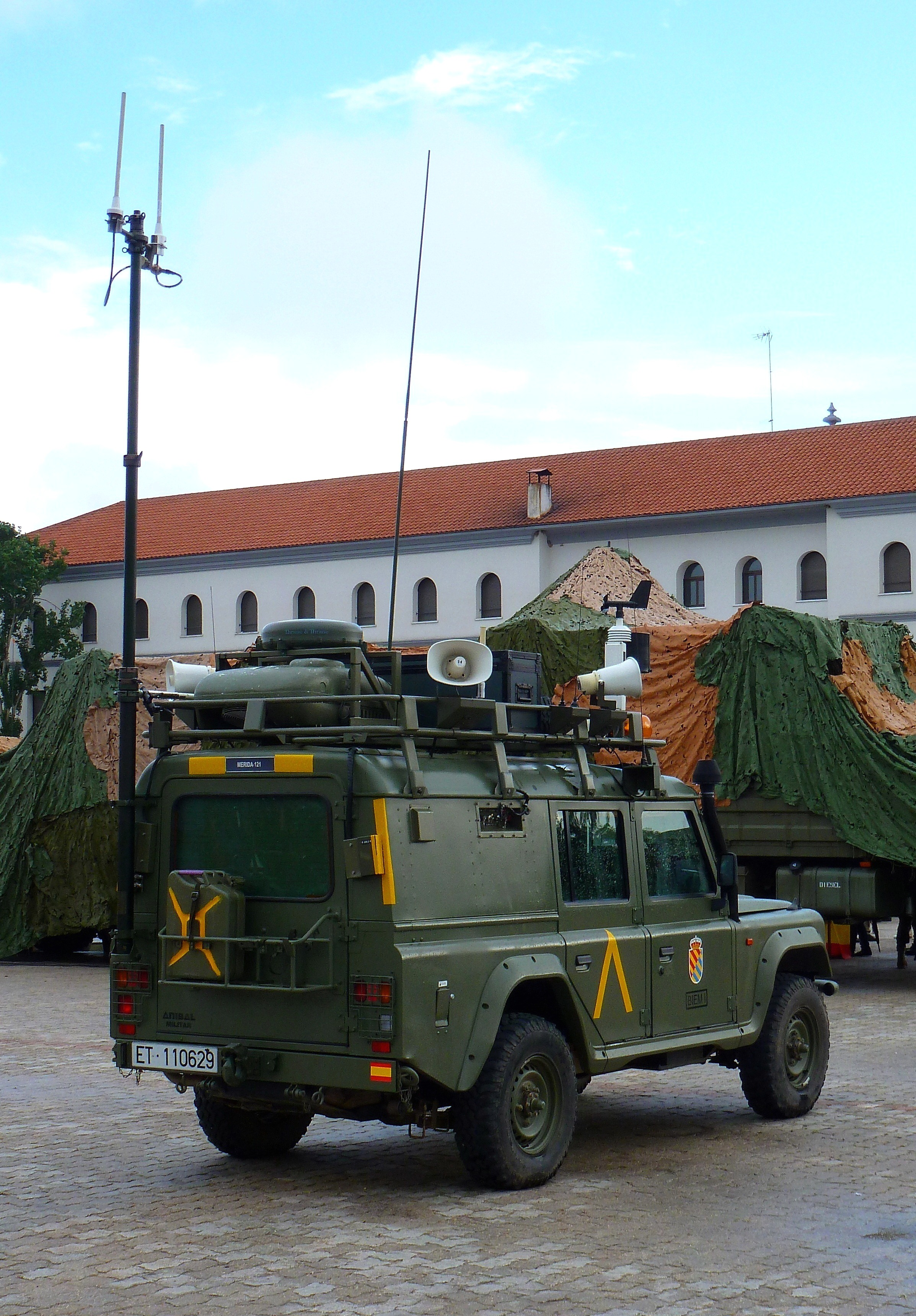
Véhicule de transmission
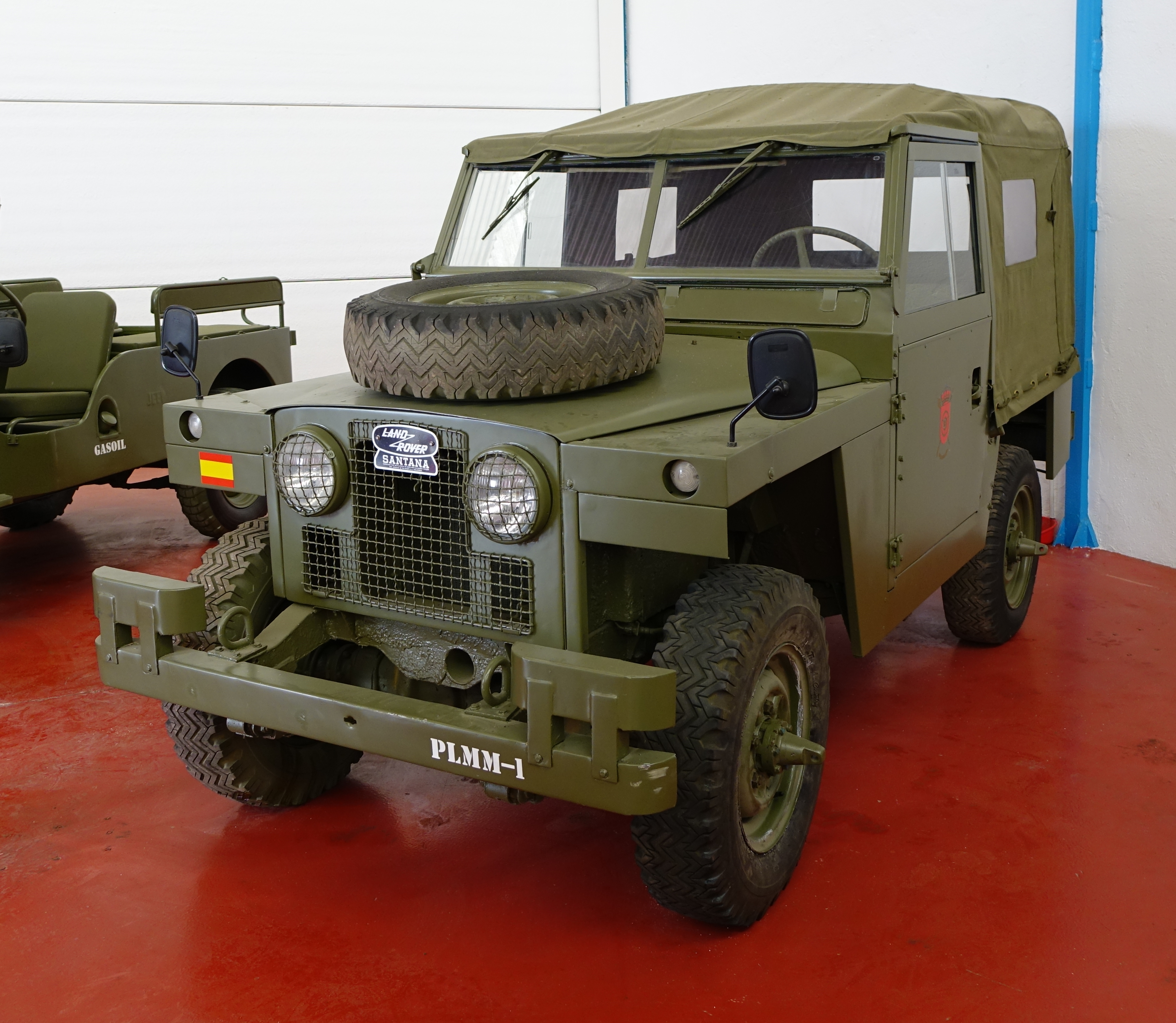
Le Santana Anibal remplace la Land Rover 88, ayant elle-même succédé à la Jeep CJ-6